# San Clemente Island
San Clemente Island, kurz SCI, ist die südlichste Insel der kalifornischen Kanalinseln. Die 39 km lange und 147,13 km² große, unbewohnte Insel erreicht eine Höhe von 599 Meter über dem Meer und gehört administrativ zum Los Angeles County in Kalifornien. Die Stadt San Clemente im Orange County ist nach der Insel benannt.

## Geschichte
Archäologen fanden auf der Insel 10.000 Jahre alte Spuren von Menschen. Die Insel wurde am 23. November 1602 von Sebastián Vizcaíno entdeckt. Er nannte die Insel San Clemente, da an dem Tag der Gedenktag von Clemens von Rom war. Im 19. und 20. Jahrhundert bewohnten die Insel Farmer, Fischer und Schmuggler. Seit 1934 wird die Insel von der United States Navy verwaltet.

## Einzelnachweise

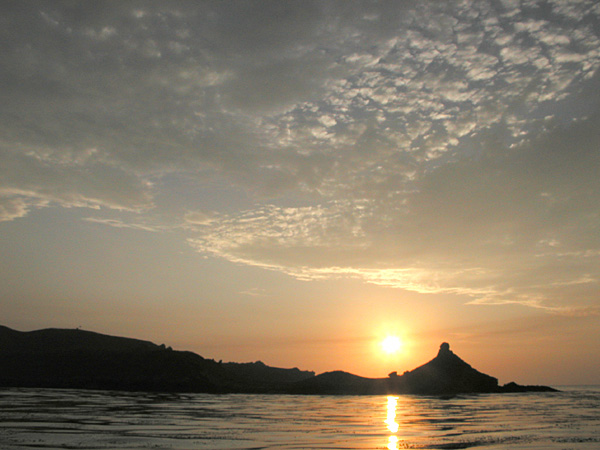
Sonnenaufgang über San Clemente Island vom Wasser aus gesehen